# Zodi
Zodi – wieś w Gruzji, w regionie Imeretia, w gminie Cziatura. W 2014 roku liczyła 1483 mieszkańców.